# HD 126614 Ab
HD 126614 Ab (بالإنجليزية: HD 126614 Ab)‏ الذي يرمز له بالرمز HD 126614b، هو كوكب خارج المجموعة الشمسية، في كوكبة العذراء، يتبع HD 126614 ‏.

## الاكتشاف
اكتشف في 13 نوفمبر 2009.